# Теплоноситель
Теплоноситель — жидкое или газообразное вещество, применяемое для передачи тепловой энергии. На практике чаще всего применяют воду (в виде газа или жидкости), глицерин, пропиленгликоль, бишофит, нефтяные масла, расплавы металлов (Sn, Pb, Na, К), воздух, азот (в том числе жидкий), фреоны (в случае использования фазовых переходов обычно называют хладагентами) и др. Английский термин coolant в большей степени относится к использованию теплоносителя в качестве 
охлаждающего агента.

## Области применения
В большинстве приборов/инженерных систем и др., служащих для передачи/распределения тепла используется теплоноситель, например: системы отопления зданий, холодильник, кондиционер, масляный обогреватель, тепловой пункт, котельная, солнечный коллектор, солнечный водонагреватель и др.

## Основные проблемы при выборе теплоносителя
- Рабочий диапазон температур
  - Не существует теплоносителя, способного перекрыть весь диапазон от 0 до, скажем, 3000 К. У каждого вида теплоносителя есть свой рабочий диапазон, то есть диапазон, в котором теплоноситель может находиться небольшое время без существенной деградации. Однако существуют специально разработанные терможидкости с расширенным рабочим диапазоном, который недостижим для воды, силиконовых масел и других классических теплоносителей.
- Теплоёмкость
  - Определяет количество теплоносителя, которое необходимо прокачивать в единицу времени для  переноса заданного количества тепла.
- Коррозионная активность
  - Ограничивает применение некоторых теплоносителей, заставляет добавлять ингибиторы коррозии (классический пример - гликолевые антифризы для автомобилей), накладывает ограничения на материал конструкции.
- Вязкость
  - Косвенно влияет на скорость прокачки, на потери в трубопроводах, на коэффициент теплопередачи в теплообменниках. Может изменяться в очень широких пределах при изменении температуры.
- Смазывающая способность
  - Накладывает ограничения на конструкцию и материалы циркуляционного насоса и прочих механизмов, соприкасающихся с теплоносителем.
- Безопасность 
  - Температура вспышки, температура воспламенения, токсичность жидкости и её паров. Вероятность ожогов, как горячих, так и криоожогов.

## Преимущества гликолевого теплоносителя
- Не замёрзнет в системе и не разорвёт трубопровод при замерзании в отличие от воды
- Чаще всего производители теплоносителя добавляют в состав присадки, которые препятствуют образованию коррозии и отложений на внутренних стенках системы отопления
- Также гликолевый теплоноситель не агрессивен к резиновым уплотнителям системы
- Считается экологически безопасным (глицерин, пропиленгликоль, и другие). Этиленгликоль является более токсичным веществом для человека[1], чем другие представители класса диолов.

## Теплоносители для солнечных водонагревательных систем
В солнечных водонагревательных системах используются специальные теплоносители. Основные требования для таких теплоносителей: морозостойкость до −30 °С и устойчивость к перегревам до +200 °С. Чаще всего используются теплоносители на основе пропиленгликоля. Это обусловлено нетоксичностью пропиленгликоля (является пищевой добавкой E1520) и соответствию всем заявленным требованиям.
Для высокотемпературных гелиосистем (свыше 300С) используются специальные типы теплоносителей на основе растворов солей, силикона или масляные теплоносители.
Теплоноситель не долговечен, обычно требуется замена через 5 - 6 лет.